# 스미카 (밴드)

스미카(sumika)는 가나가와현 가와사키시 출신의 일본 록 밴드이다. 2013년 인디 록 밴드로 결성된 밴드이며, 2018년 메이저 레이블과 계약을 맺었다. 라이브 공연에서는 스미카(캠프 세션)라고도 불리며, 영화 제작자, 사진작가, 화가, 조각가, 건축가, 도예가, 시인 등 음악가가 아닌 사람들의 공연도 포함되는 것으로 알려져 있다. 밴드의 음악은 애니메이션 시리즈 오타쿠에게 사랑은 어려워, MIX (만화), 미소년 탐정단 및 애니메이션 영화 너의 췌장을 먹고 싶어 (2018년 영화), 나의 히어로 아카데미아에도 등장했다. 이 밴드는 소니 뮤직 엔터테인먼트 (일본)에 소속되어 있다.